# Clinocera tetracuminata
Clinocera tetracuminata är en tvåvingeart som beskrevs av Wagner och Hermann Stauder 1991. Clinocera tetracuminata ingår i släktet Clinocera och familjen dansflugor.
Artens utbredningsområde är Madeira. Inga underarter finns listade i Catalogue of Life.